# Чешки рај
Чешки рај (чеш. Český ráj) је заштићено пејзажно подручје и регија у Чешкој. Проглашен је 1955. године за први резерват природе у Чешкој. У почетку је био површине 95 квадратних километара; данас је скоро 182 км². Ово подручје је на северу Чешке и североисточно од главног града Прага. Границе региона нису јасно дефинисане, али постоје неки градови који би могли да чине грубе границе, на пример Турнов, Јичин и Мњихово Храдиште.

## Природно окружење
Један од најпрепознатљивијих елемената бохемијског раја је стена од пешчара од које су изграђени многи околни градови. Постоје многе стене које су ветром, водом, мразом, ерозијом и људским активностима обликоване у јединствене облике. Ту спадају, на пример, стене Хрубе, Сухе и Клокочске стене.
Посебно се истиче подручје стенских формација Праховске стене (чеш. Prachovské skály). Од 1933. године, подручје са 60 милиона година старим формацијама заштићен је природни резерват.  Овде су снимане неке сцене за велике телевизијске и филмске продукције.  
Подручје града Хруба Скала (Hruboskalské skalní město), са стубовима вулканским пешчара, је такође значајно. Дворац, такође зван Хруба Скала, налази се високо на стеновитој платформи. Првобитна зграда изграђена је у 14. веку, али је током година била знатно оштећена и неколико пута је поново грађена, коначно у стилу ренесансног дворца. Имање се сада користи као хотел и бања. 
Козаков је највише брдо у области. Ту су туристичка брвнара и видиковац. Козаков је првобитно био вулкан. Дакле, то је место где је нађено драго камење. Третман ових драгуља повезан је са историјом града Турнова под називом „Срце боемског раја“ већ неколико векова.
Дворац Троски, који се састоји од две рушевине из 14. века, налази се високо на врху две базалтне вулканске куполе, 15 км од Турнова; могу се посетити и пећине у близини.

Друга интересантна места у Чешком рају су доломитске пећине Божков, које садрже највеће подземно језеро у Чешкој. Долина Подтросецке налази се испод рушевина замка Троски, једног од симбола Чешког раја. Долина је позната по својој природи и неколико језераца, нпр. Вежак, Небак, Видлак. Долина Плаканек започиње у близини замка Кост и завршава се у насељу Рашовец. На овом подручју постоји бициклистичка рута. У региону постоје и разне рушевине, укључујући дворац Фридштејн и дворац Валдштејн.
- Замак Троски  - симбол боемског раја
- "Град стена" Хруба Скала
- Дворац Хруба Скала (сада хотел)
- Пећина у стени
- Замак Валечов
- Трг Чешког раја у Турнову
- Поглед из ваздуха на замак Троски
- Формације стена у Чешком рају
- Замак Валдштејн
- Чешки рај близу Хруба Скале

## Културне знаменитости
Два позната замка у околини су Троски и Кост. Међу осталим замковима у тој области налазе се дворац Сихров, дворац Хруби Рохозец, дворац Хруба Скала и дворац Хумпрехт. Такође постоје многе рушевине, попут замка Фридштејн и замка Валдштејн и неких зграда изграђених у стилу народне архитектуре, на пример, имања Дласкув и Боучкув.